# Partido Demócrata Nacionalista
El Partido Demócrata Nacionalista es un partido político chileno ya extinto. Fundado en 1944 por   Máximo Venegas Sepúlveda, un exmilitante del Partido Democrático, con miembros del mismo partido, elementos descontentos del Partido Progresista Nacional y del Liberal Progresista.
Sus militantes se reunieron en torno a la idea de la implementación de un régimen auténticamente democrático, que garantice la libertad de los ciudadanos, además de una fuerte concepción de nacionalidad y territorialidad, promoviendo la defensa de las fronteras del país.
Se presentó a las elecciones parlamentarias de 1945, solo con 7 candidatos al Senado, logrando en la oportunidad 3120 votos correspondientes al 1,35 %, sin permitirle esto tener representación parlamentaria, lo cual los llevó a la desintegración en 1947.
Sus militantes emigraron, en su mayoría, al Partido Democrático de regreso.